# سينيشا دوريتش
سينيشا دوريتش هو لاعب كرة قدم بوسني في مركز الهجوم، ولد في 20 فبراير 1976 في بانيا لوكا في البوسنة والهرسك. شارك مع منتخب صربيا تحت 19 سنة لكرة القدم. أما مع النوادي، فقد لعب مع نادي بوراتس بانيا لوكا.